# Episodi de La misteriosa accademia dei giovani geni (prima stagione)
La prima stagione della serie televisiva La misteriosa accademia dei giovani geni , composta da 8 episodi, è stata distribuita in prima visione assoluta negli Stati Uniti d'America sulla piattaforma streaming Disney+ dal 25 giugno al 6 agosto 2021.
In Italia la stagione è stata distribuita sul servizio di streaming on demand Disney+, in contemporanea con la messa in onda originale.
| nº | Titolo                                   | Pubblicazione  |
| -- | ---------------------------------------- | -------------- |
| 1  | A Bunch Of Smart Orphans                 | 25 giugno 2021 |
| 2  | Carrying A Bird                          | 25 giugno 2021 |
| 3  | Depends on the Wagon                     | 2 luglio 2021  |
| 4  | A Whisper, Not a Shout                   | 9 luglio 2022  |
| 5  | The Art of Conveyance and Round-Trippery | 16 luglio 2022 |
| 6  | Run Silent, Run Deep                     | 23 luglio 2022 |
| 7  | The Dance of the Celestial Orb           | 30 luglio 2022 |
| 8  | Big Day Today                            | 6 agosto 2021  |

## A Bunch Of Smart Orphans
- Diretto da: James Bobin
- Scritto da: Phil Hay e Matt Manfredi

## Carrying A Bird
- Diretto da: Greg Beeman
- Scritto da: Phil Hay e Matt Manfredi

## Depends on the Wagon
- Diretto da: Glen Winter
- Scritto da: Chelsey Lora

## A Whisper, Not a Shout
- Diretto da: Wendey Stanzler
- Scritto da: James Rogers III

## The Art of Conveyance and Round-Trippery
- Diretto da: Karyn Kusama
- Scritto da: Taylor Mallory

## Run Silent, Run Deep
- Diretto da: Greg Beeman
- Scritto da: Todd Slavkin e Darren Swimmer

## The Dance of the Celestial Orb
- Diretto da: Shannon Kohli
- Scritto da: Todd Slavkin e Darren Swimmer

## Big Day Today
- Diretto da: Mark Tonderai
- Scritto da: Phil Hay e Matt Manfredi